# Monique Morelli
Pour les articles homonymes, voir Morelli.
Monique Morelli, née Monique Dubois le 19 décembre 1923 à Béthune et morte le 27 avril 1993 à Montmartre (actuel Paris 18e), est une chanteuse française. Son répertoire, d'inspiration réaliste à ses débuts, est devenu une anthologie de la chanson poétique.

## Biographie
Après l'échec de ses études de pharmacie, elle s'installe à Paris et commence par faire du théâtre au Vieux-Colombier, puis du cirque, au Cirque d'hiver, avant d'entamer une carrière de chanteuse. En 1949, elle fait l'ouverture de La Rose Rouge et bientôt, le circuit des cabarets de la Butte.
À partir de 1958, Monique Morelli travaille avec le compositeur Lino Léonardi, son mari. Elle commence alors à chanter les poètes, de Pierre Mac Orlan à Louis Aragon. Elle est la première à prêter sa voix à la chanson L'Affiche rouge, mise en musique par Léo Ferré. En 1962, au 23 rue du Chevalier-de-La-Barre à Montmartre, elle ouvre son cabaret Chez Ubu, qui accueillera poètes et écrivains, peintres et autres artistes, parmi lesquels Brigitte Fontaine ou encore Colette Magny, jusqu'à sa fermeture, en 1969. Cette année-là, elle passe en première partie de Georges Brassens, à Bobino. En 1972, elle interprète le rôle de La Carline, dans le feuilleton télévisé Mandrin, réalisé par Philippe Fourastié, sur un scénario et avec des chansons originales d'Albert Vidalie. Puis, elle se laisse un peu oublier. Elle donne un tour de chant au café-théâtre Le Ruisseau à Saint-Félicien, en 1979.
Monique Morelli est nommée Officier des Arts et Lettres, et plusieurs fois distinguée par l'Académie Charles-Cros (pour son premier album de Chansons d'Aragon, en 1961, et son deuxième, Mac Orlan, en 1968), mais aussi, par l'Académie du disque français (pour l'album Ronsard, en 1978).
Elle est inhumée au cimetière de Montmartre (division 9).

## Enregistrements en public
- L'enregistrement stéréo du concert à Bobino en 1969 n'a pas été publié du vivant de la chanteuse. Il existe un disque inédit d'épreuve[7], dont l'éditeur EPM avait annoncé la publication sur CD en 1996 (référence 983842), mais qui n'a finalement pas été commercialisé.
- Concert au Jardin d'acclimatation le 5 août 1989, enregistrement privé.

## Filmographie
- 1967 : Valmy, téléfilm en trois parties de Jean Chérasse en collaboration avec Abel Gance
- 1972 : Mandrin feuilleton télévisé en six épisodes de Philippe Fourastié : La Carline
- 1973 : Vivre ensemble de Anna Karina : La concierge
- 1973 : Jeppe des Collines, téléfilm de Bernard Rothstein : Nille
- 1980 : Cauchemar (ou Nuits d'angoisse, titre vidéo) de Noël Simsolo : Nana
- 1983 : Les Beaux Quartiers, téléfilm en trois parties de Jean Kerchbron : La chanteuse
- 1992 : Les Enfers font salle comble, court-métrage de Fabienne Giezendanner

## Théâtre
- 1968 : Le Diable et le Bon Dieu de Jean-Paul Sartre, mise en scène Jean-Pierre Laruy, Centre Théâtral du Limousin Limoges
- 1975 : Barbe-bleue et son fils imberbe de Jean-Pierre Bisson, mise en scène de l'auteur, Théâtre de Nice
- 1976 : Barbe-bleue et son fils imberbe de Jean-Pierre Bisson, mise en scène de l'auteur, Théâtre Récamier

## Hommages
- En 2005, le peintre et graveur Henri Landier présenta à l'Atelier d'Art Lepic de nombreuses œuvres inspirées par Monique Morelli.
- Albert Vidalie lui a dédié plusieurs chansons, dont Les Filles de Béthune (enregistrée sous le titre La Route des Flandres pour la bande originale du feuilleton télévisé Mandrin).